# Парило високе
Парило високе, пари́ло запашне́, гладу́шник паху́чий, пари́ло паху́че (Agrimonia procera) — вид трав'янистих рослин родини розові (Rosaceae), поширений у Європі.

## Опис
Багаторічна кореневищна трава заввишки 40–150 см. Стебло довгошерсте, рифлене. Листки чергуються, черешкові, прилисткові. Немає базальної розетки. Листки майже однакового розміру, зазвичай довші, ніж міжвузля. Листова пластина периста, 3–7-пар. Листові сегменти ланцетні, великозубчасті, низ — рідко волосатий, з рясними залозистими волосками, від зеленого до сірувато-зеленого забарвлення. Малі листові сегменти сполучені з великими. Зім'яті листки мають потужний аромат.
Суцвіття — довгий колос, квіти запашні. Віночок радіально симетричний, жовтий, ≈10 мм шириною; пелюсток 5, часто зі щербатою верхівкою, довжиною 4–5 мм. Чашечка 5-часткова. Тичинок зазвичай 12. Маточок 2. Плід — яблуко з гачкуватими волосками, верхня частина слабо рифлена, ≈ довжиною 11 мм; найнижчі гачкуваті волоски спрямовані назад.

## Поширення
Поширений у Європі. Населяє широколистяні ліси, переліски, пасовища, луки.
В Україні зростає у світлих лісах, серед чагарників, на відкритих схилах — у західних районах, спорадично, в східних, зрідка, в південному Степу і Криму відсутній.

## Галерея

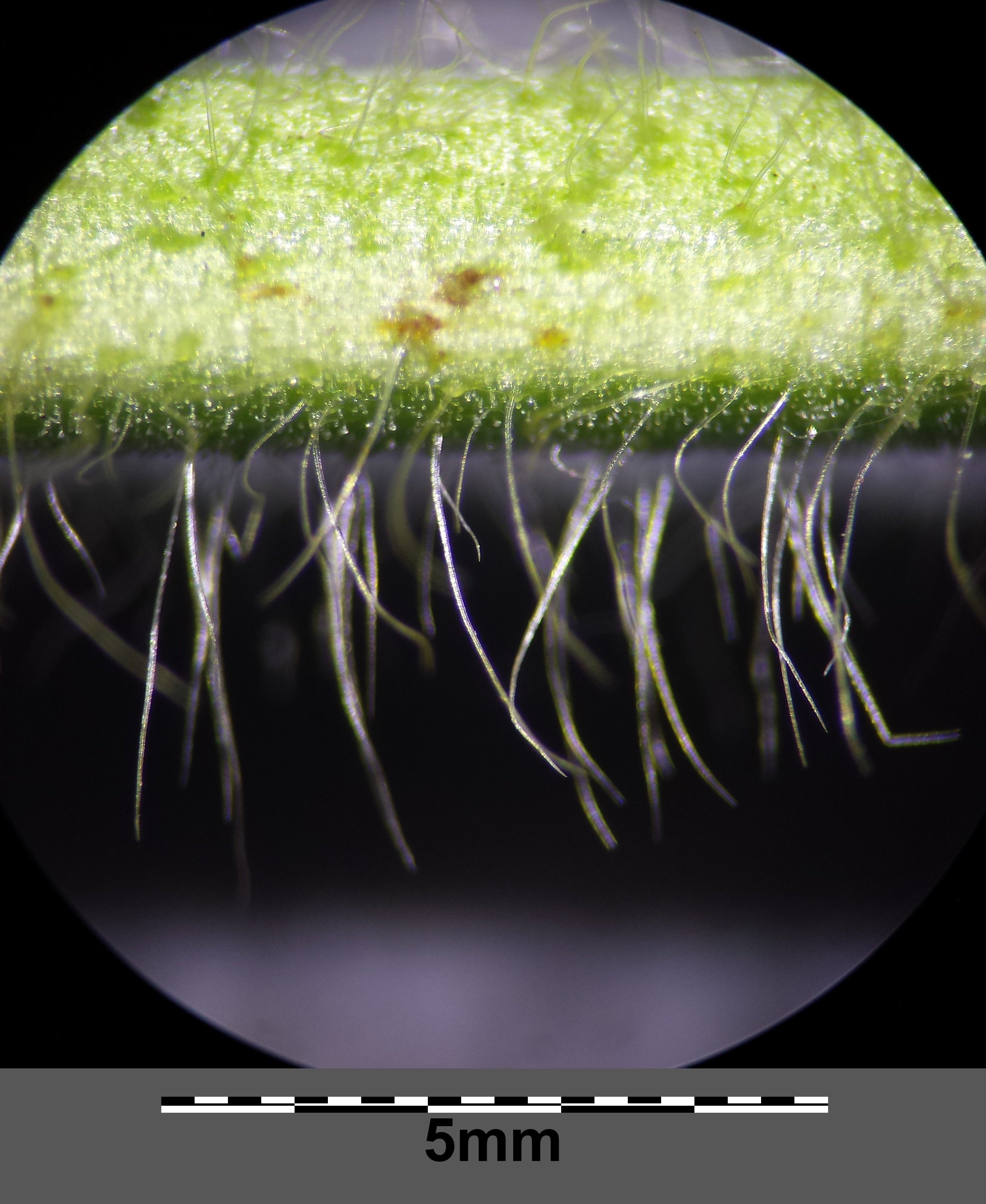
стебло з волосками
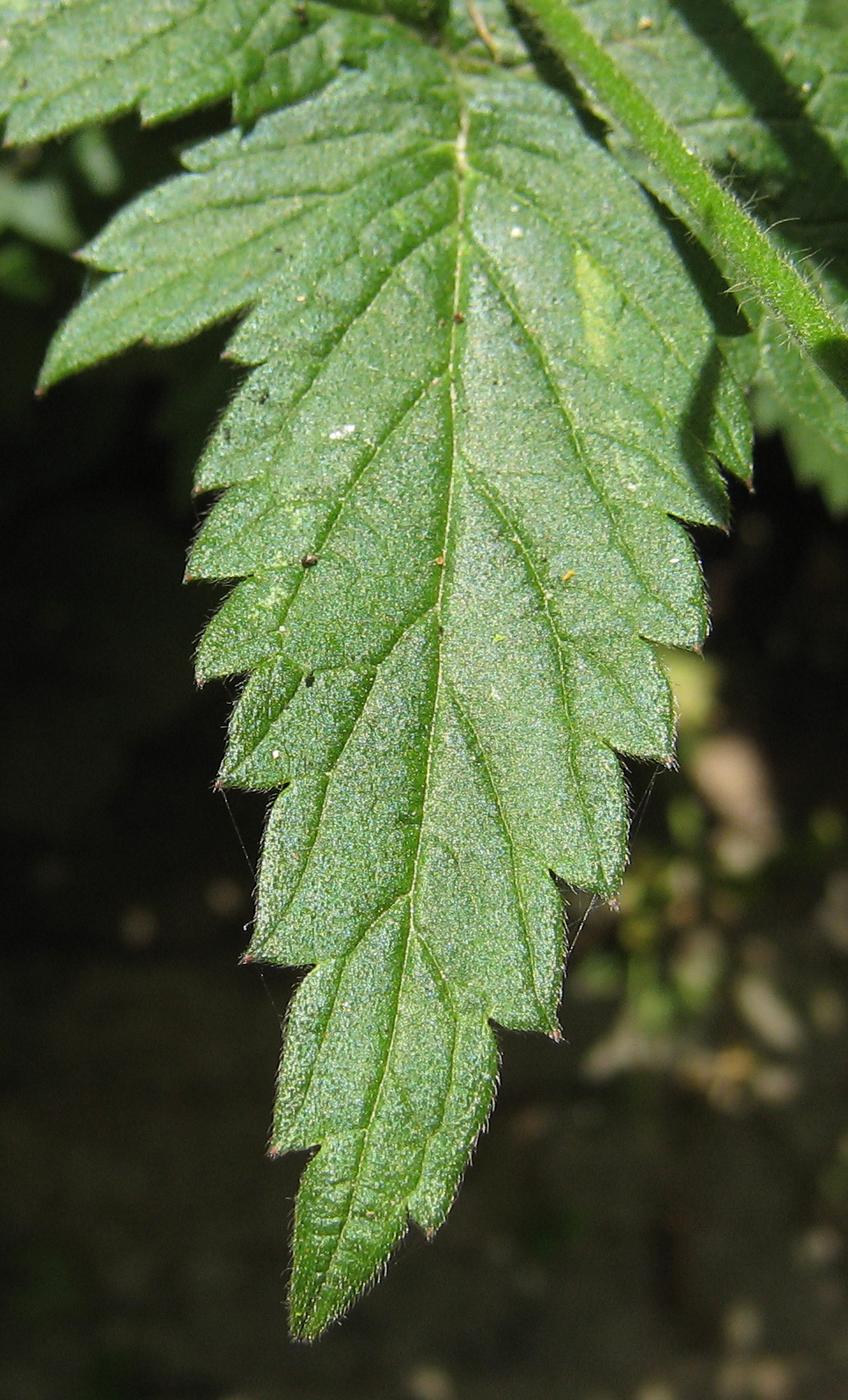
листок
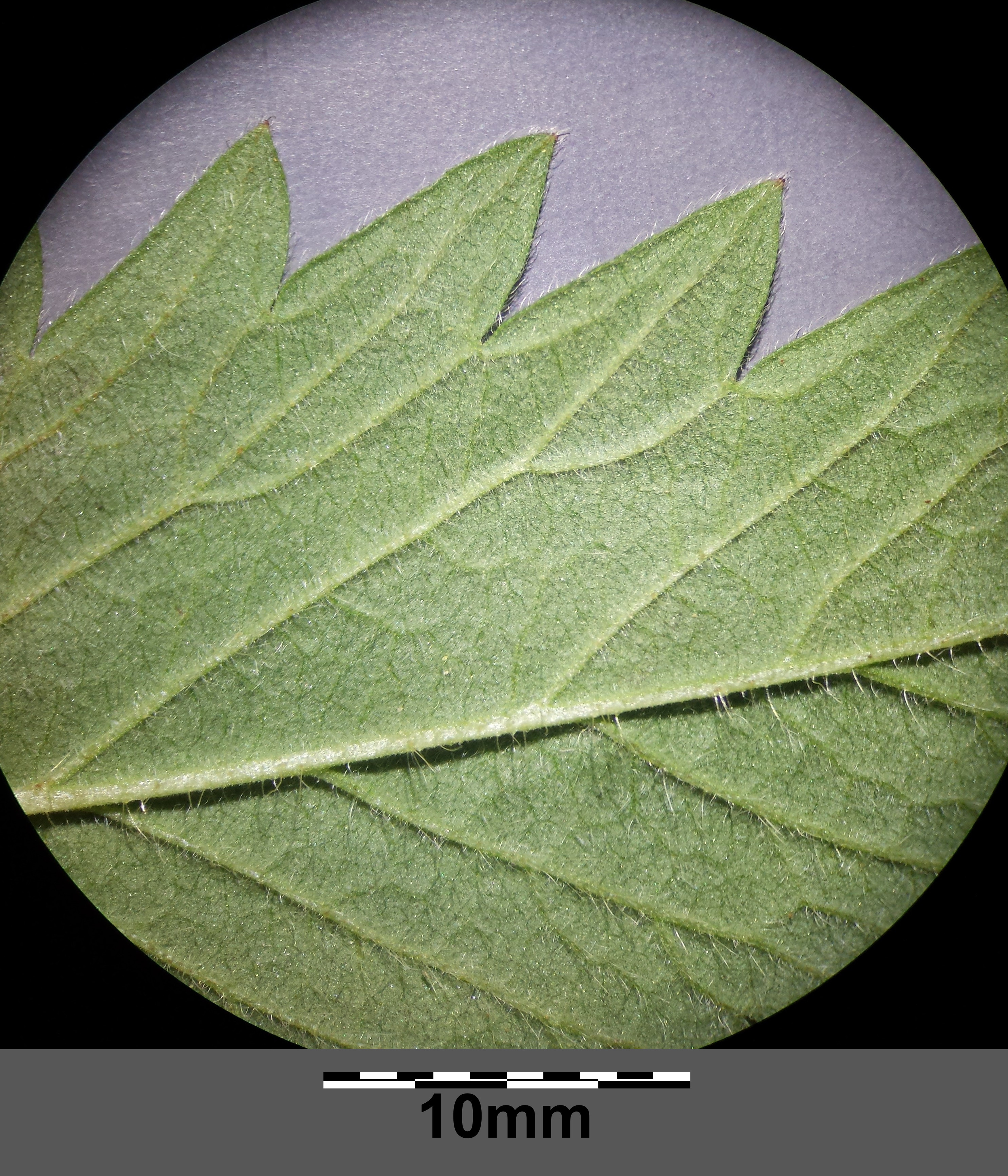
листок, низ
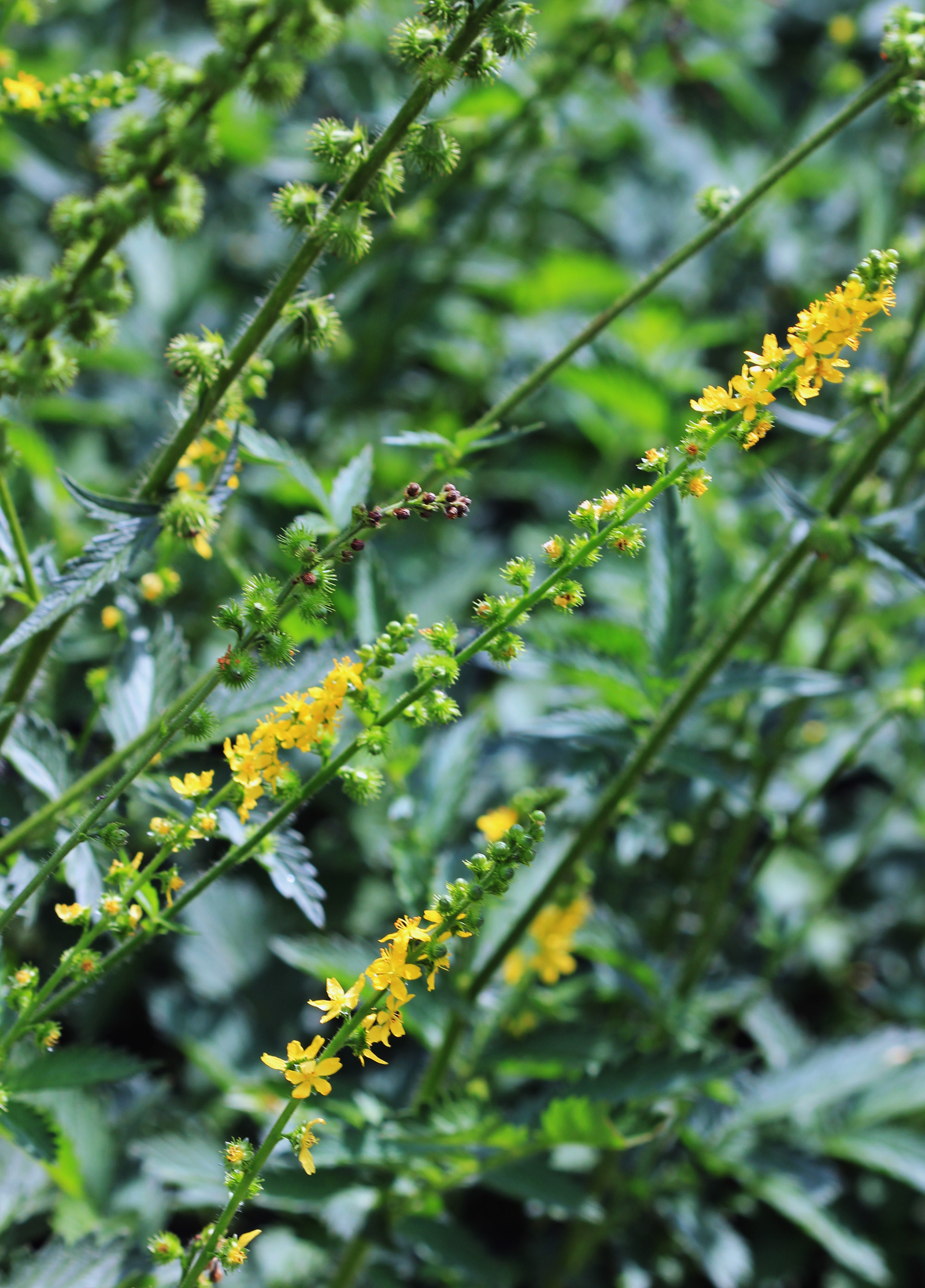
квіти
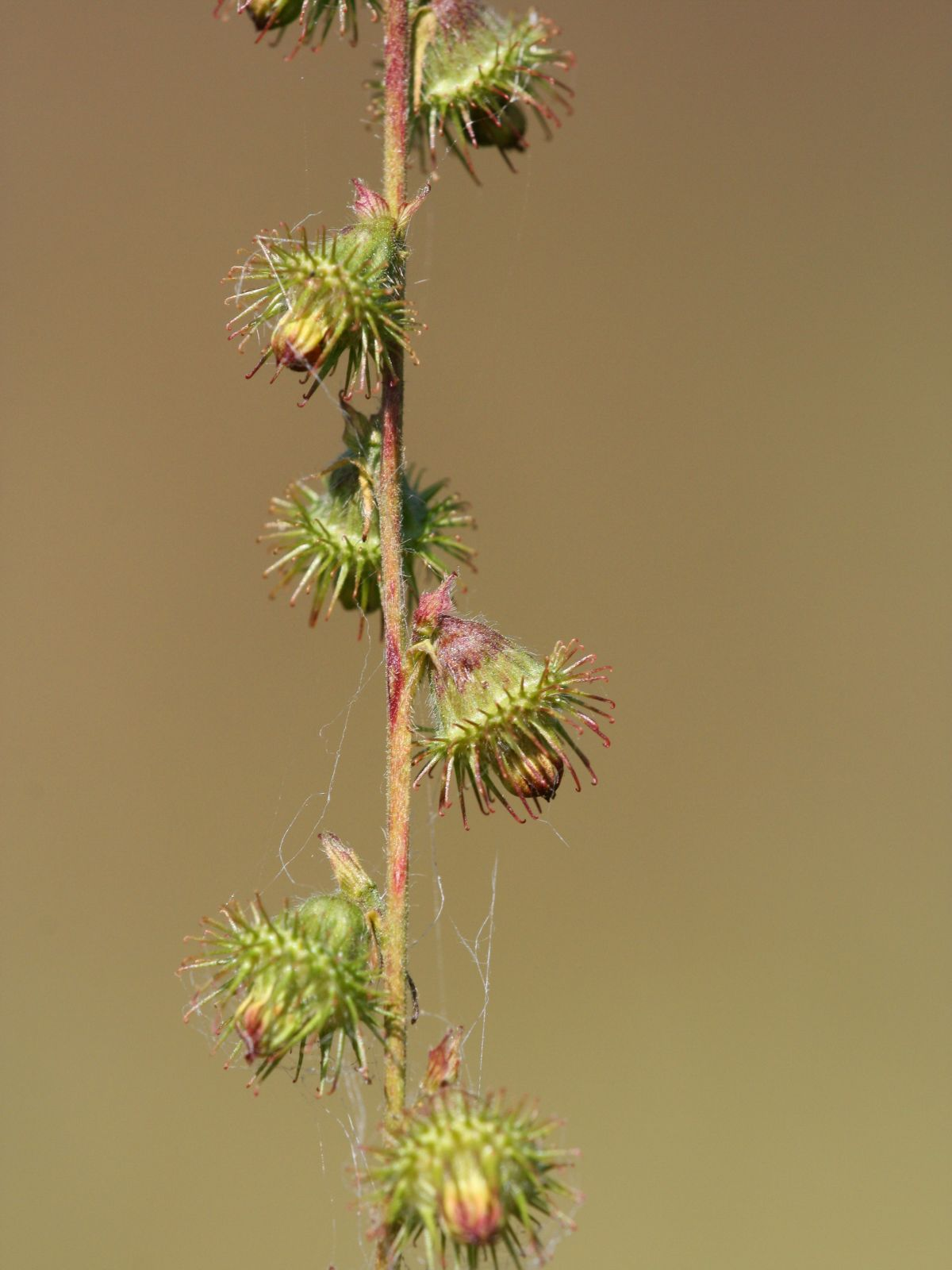
плоди
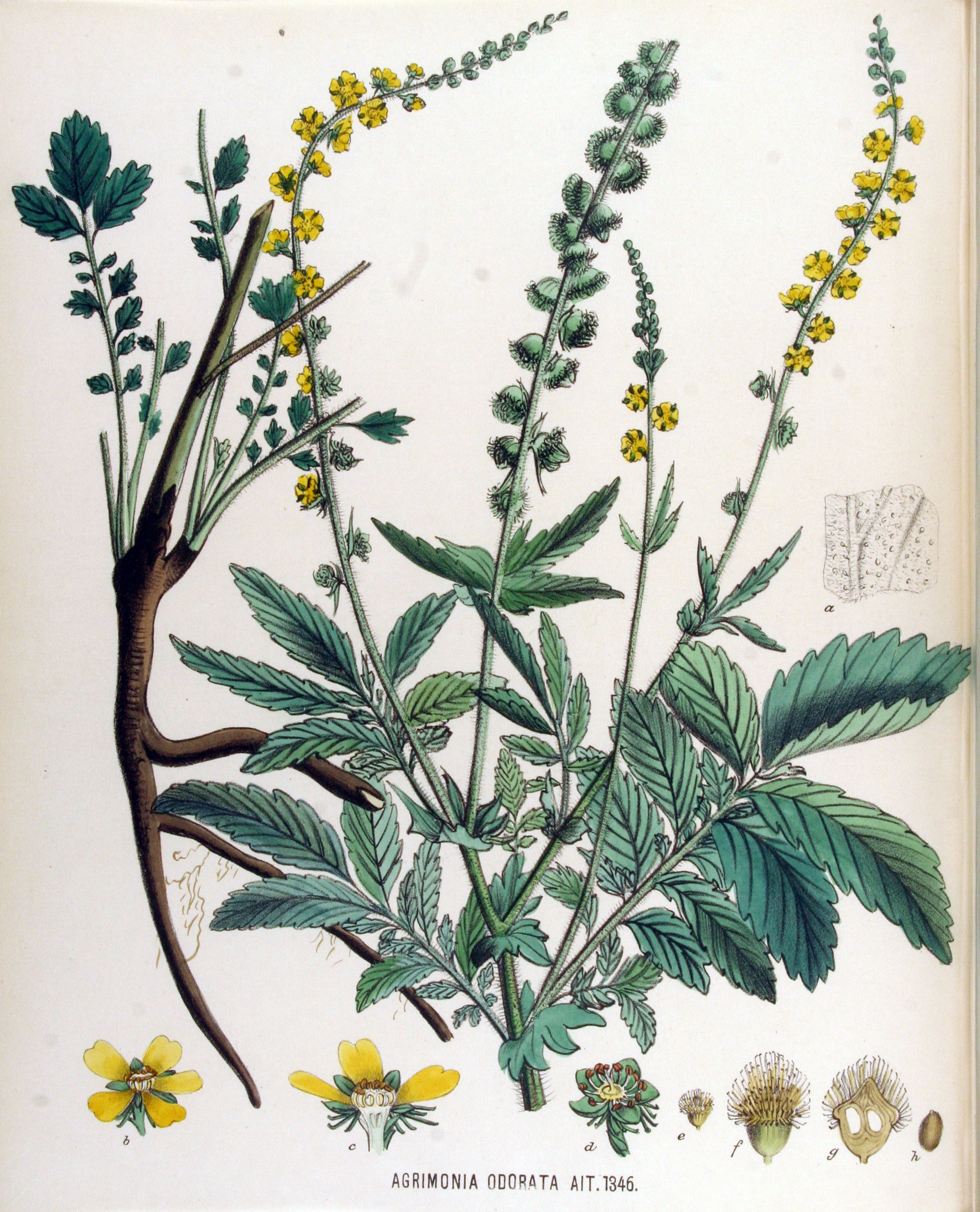
ілюстрація